# Ośrodek Nuklearny w Natanz
Ośrodek Nuklearny w Natanz (pers. ‏تأسیسات هسته‌ای نطنز‎), oficjalnie Ośrodek Nuklearny Szahida Ahamadiego Rouszana (pers. ‏تأسیسات هسته‌ای شهید احمدی روشن‎) – obiekt służący wzbogacaniu uranu w ramach irańskiego programu nuklearnego.
Znajduje się w nim podziemny kompleks wyposażony w 50 000 wirówek, z których jednorazowo pracuje 11 000.
Jest on chroniony żelbetową osłoną o grubości około 7,6 metra, która została pokryta dodatkowymi 22 metrami ziemi.
Szacowany koszt jego budowy wynosił 2–3 miliardów dolarów.

## Historia
Istnienie tego ośrodka nuklearnego zostało po raz pierwszy ujawnione w 2002 roku przez Organizację Ludowych Mudżahedinów Iranu.
W pierwszych dniach wojny izraelsko-irańskej doszło do izraelskiego ostrzału i według szefa Międzynarodowej Agencji Energii Atomowej, Rafaela Grossiego, budynki naziemne miały zostać częściowo zniszczone.
22 czerwca 2025 ośrodek został zbombardowany przez Siły Powietrzne i Marynarkę Wojenną Stanów Zjednoczonych.

## Nazewnictwo
W lutym 2012 roku, w obecności Mahmuda Ahmadineżada, ówczesnego prezydenta Iranu, zmieniono nazwę ośrodka na Ośrodek Nuklearny Szahida Ahamadiego Rouszana na cześć zamordowanego miesiąc wcześniej naukowca.
Wcześniej nazwa tego obiektu jądrowego była związana z pobliskim miastem – Natanz i pod taką nazwą jest do dzisiaj znany w międzynarodowych mediach